# NRJ Orléans
NRJ Orléans est une station de radio musicale privée française de catégorie C. Elle diffuse le programme national de NRJ, avec un programme local entre 12 heures et 16 heures en semaine.

## Historique
Epsilon, radio dont les studios étaient à Saint-Jean-le-Blanc, est créée vers la fin 1983. Elle émettait sur la fréquence 93,2 MHz et disparaitra quelques mois plus tard dans l'indifférence générale.
Le 5 septembre 1985 arrive NRJ à Orléans; elle reprend la fréquence à cette occasion. NRJ est la première radio parisienne à émettre sur le Loiret. Son directeur, Nicolas Hequet (24 ans) recrute 9 animateurs. Le programme satellite viendra en 1986. NRJ Orléans est le 30e relais provincial de la radio à la panthère.
En 1988, à la suite d'un mauvais sondage (NRJ Orléans perd sa place de leader acquise en 1986), la direction parisienne décide de racheter la station. En janvier 1989, NRJ Orléans n'est plus qu'un relais passif, sans publicité et programmes propres.
Il faudra attendre juin 1998 pour revoir sur Orléans NRJ en catégorie C. Entre-temps, en juin 1991, la radio changera de fréquence, allant sur le 102,6 MHz.
Dans le cadre des nouvelles autorisations de fréquences attribuées par le CSA en mars 2008, et à l'issue de l'appel aux candidatures lancé par le CTR de Poitiers le 24 juillet 2007 sur les régions Centre et Poitou-Charentes, le Groupe NRJ obtient une nouvelle fréquence à Pithiviers (Loiret) sur 100,0 MHz. À noter également, le changement de fréquence à Orléans puisque désormais, les auditeurs de cette ville doivent se brancher sur le 100,4 MHz (au lieu 102,6 MHz).
NRJ poursuit ainsi le développement de son réseau avec 298 fréquences en France métropolitaine[réf. nécessaire].
Le 26 juillet 2012, NRJ Orléans enregistre sa meilleure performance en termes d'audience. Elle devient 1re radio musicale sur Orléans et dans le Loiret. (Source Médiamétrie - Médialocales Septembre 2011-Juin 2012), et reste 1ère radio musicale dans le Loiret (Source Médiamétrie - Médialocales Septembre 2016-Juin 2017)

## Programmes
Jusqu'en 2018, le programme d'NRJ Orléans est diffusé de 15 heures à 19 heures du lundi au vendredi :
À partir du 27 août 2018 avec l'arrivée de c'cauet de 17h a 20h le programme d'NRJ Orléans est décalé de 2 heures plus tôt c'est-à-dire entre 13h et 17h 
À partir du 26 août 2019 l'émission c'cauet se rallonge d'une heure elle est diffusée de 16h à 20h, le programme NRJ Orléans est encore décalé d'une heure cette fois ci. Elle est diffusée de 12h à 16h 
À partir de 24 août 2020 l'émission c'cauet se rallonge encore une fois  d'une heure elle est diffusée entre 15h et 20h sois l'ancienne horaire du programme régional d'NRJ. NRJ Orléans est encore décalé d'une heure de 11h à 15h.
Depuis le 14 octobre 2024, le programme local d'NRJ Orléans est de retour de 12h à 16h avec le retour d'un talk juste après, celui de Camille Combal

## Fréquence
- Orléans : 100,4 MHz FM